# Ibănești (gmina w okręgu Vaslui)
Ibănești – gmina w Rumunii, w okręgu Vaslui. Obejmuje miejscowości Ibănești, Mânzați i Puțu Olarului. W 2011 roku liczyła 1451 mieszkańców.